# Ardisia sapida
Ardisia sapida är en viveväxtart som beskrevs av José Cuatrecasas. Ardisia sapida ingår i släktet Ardisia och familjen viveväxter. Inga underarter finns listade i Catalogue of Life.